# József Pálinkás

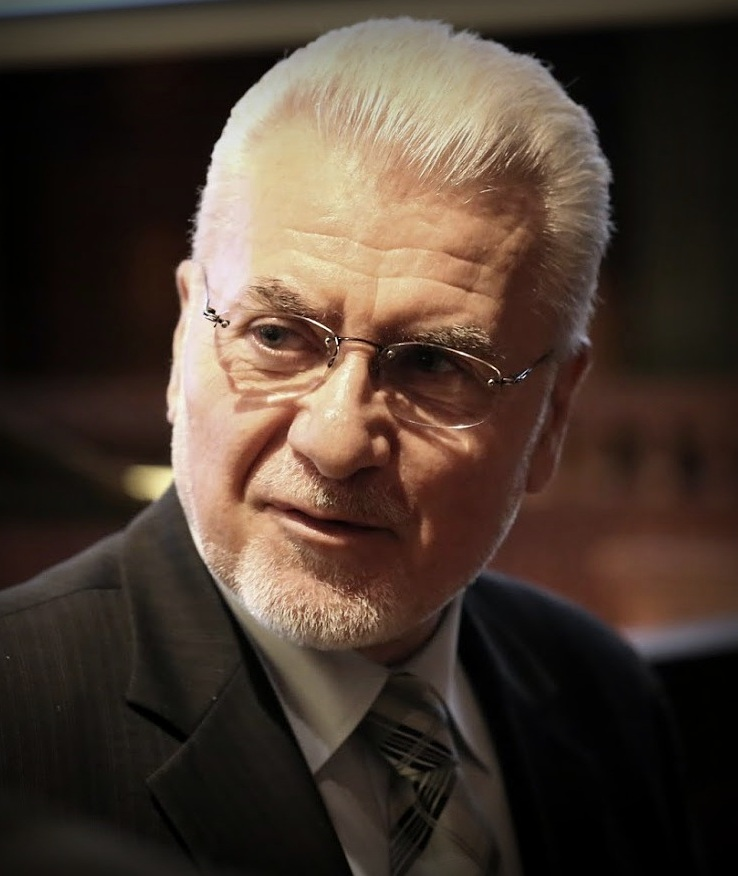
József Pálinkás (Foto: 2014)

József Pálinkás (* 18. September 1952 in Galvács) ist ein ungarischer Physiker, Wissenschaftsmanager und Politiker (seit 2020 Új Világ Néppárt, früher Fidesz). Von 2001 bis 2002 war er Bildungsminister seines Landes, von 2008 bis 2014 Präsident der Ungarischen Akademie der Wissenschaften.

## Leben

### Studium und Beginn der wissenschaftlichen Laufbahn
József Pálinkás studierte Physik an der József-Attila-Universität in Szeged, die er 1977 mit einem Magisterabschluss verließ. Anschließend trat er eine Stelle am Kernforschungsinstitut ATOMKI der Ungarischen Akademie der Wissenschaften in Debrecen an. 1981 wurde er an der Lajos-Kossuth-Universität in Debrecen promoviert.
In den 1980er Jahren verbrachte Pálinkás Forschungsaufenthalte im westlichen Ausland, während er weiter seine Anstellung bei ATOMKI behielt. 1983 bis 1985 war er als Postdoktorand am Cyclotron Institute der Texas A&M University tätig, von 1988 bis 1989 als Visiting Scientist am Manne-Siegbahn-Institut im schwedischen Stockholm.

### Leitende Funktionen in Forschung und Lehre
1989 verlieh die Akademie der Wissenschaften ihm ihren Doktortitel. 1991 wurde er Direktor des Instituts für Kernphysik und verblieb bis 1996 in dieser Funktion. Nach der Habilitation 1994 trat er 1995 eine Forschungsprofessur bei ATOMKI an und wurde auch Professor für Physik an der Kossuth-Universität.
1995 ernannte die Akademie ihn zum korrespondierenden Mitglied, 2004 zum ordentlichen Mitglied. Von 2008 bis 2014 war er Präsident der Akademie.
Von 1996 bis 1997 war er Präsident der Universität Debrecen; ebenfalls 1996 wurde er Leiter des Fachbereichs Experimentalphysik der naturwissenschaftlichen Fakultät der Universität. Diese Funktion hatte er bis 2013 inne. Von 2006 bis 2013 war er Direktor des Instituts für Physik der Fakultät.

### Politische Ämter und Tätigkeiten
Von 1998 bis 2001 war József Pálinkás Staatssekretär für Bildung, anschließend von 2001 bis 2002 Bildungsminister im Kabinett Orbán I unter Premierminister Viktor Orbán.
2014 wurde er Regierungsbeauftragter für Forschung, Entwicklung und Innovation. 2015 wurde er Gründungspräsident des Nationalen Amts für Forschung, Entwicklung und Innovation (ungarisch Nemzeti Kutatási Fejlesztési és Innovációs Hivatal). Sein Nachfolger wurde am 1. Juli 2018 Zoltán Birkner.
Später wurde er zu einem vehementen Kritiker Orbáns und verurteilte unter anderem dessen Hochschulpolitik, die Pálinkás zufolge darauf abziele, Orbáns Gefolgsleute auf sicheren Leitungsposten im Universitätswesen unterzubringen. Er war Kandidat für die Vorwahl der Premierministerkandidatur der vereinigten Opposition im September–Oktober 2021 für die Parlamentswahl 2022.

## Wissenschaftliche Leistungen
József Pálinkás’ Forschungsgebiete waren zunächst die Untersuchung von Elektron–Atom-Kollisionen und Ionen–Atom-Kollisionen mittels Röntgenspektroskopie und Elektronenspektroskopie, später die Festkörperphysik, genauer die elektronische Struktur von Atomen und Molekülen in Festkörpern, und seit Mitte der 1990er Jahre die Hochenergiephysik. Ab 1995 war er beteiligt an der Suche nach dem Higgs-Boson an der internationalen Elementarteilchen-Großforschungseinrichtung CERN, zunächst bis zum Jahr 2000 am OPAL-Experiment des LEP-Speicherrings, von 2006 bis 2015 am CMS-Experiment des Large Hadron Collider. Ebenso war er an einem CERN-Experiment zur Erzeugung von Quark-Gluon-Plasma-Zuständen beteiligt.
Pálinkás war bzw. ist Mitglied in zahlreichen wissenschaftlichen Gesellschaften, Gelehrtengesellschaften und Gremien. So war er Mitglied der IUPAP-Kommission für Atom-, Molekül- und optische Physik, des Europäischen Komitees für Beschleuniger der Zukunft und der International Conference on Photonic, Electronic and Atomic Collisions. Von 2009 bis 2014 war er Vorsitzender des World Science Forum. Seit 2009 ist er Mitglied der Academia Europaea.